# Leo Rossi (pallanuotista)
Leo Rossi (15 luglio 1927 – Rio de Janeiro, 21 maggio 2011) è stato un pallanuotista brasiliano.
È stato membro del Brasile che ha partecipato ai Giochi di Helsinki 1952, nel torneo di pallanuoto, classificandosi al nono posto.
Nel 1951, ha vinto un argento ai I Giochi panamericani.